# Saison 1 de The Voice Kids Belgique
La première saison de The Voice Kids Belgique a été diffusée sur La Une (RTBF) du 7 janvier 2020 au 25 février 2020 et a été présentée par Maureen Louys et Prezzy.

## Coachs et candidats

### Coachs
Le panel de coachs de cette première saison est composé de :
- Vitaa : autrice-compositrice-interprète, coach des saisons 7 et 8 de The Voice Belgique;
- Matthew Irons du groupe Puggy : Auteur-compositeur-interprète, coach des saisons 7 et 8 de The Voice Belgique;
- Slimane : Auteur-compositeur-interprète, coach des saisons 7 et 8 de The Voice Belgique;

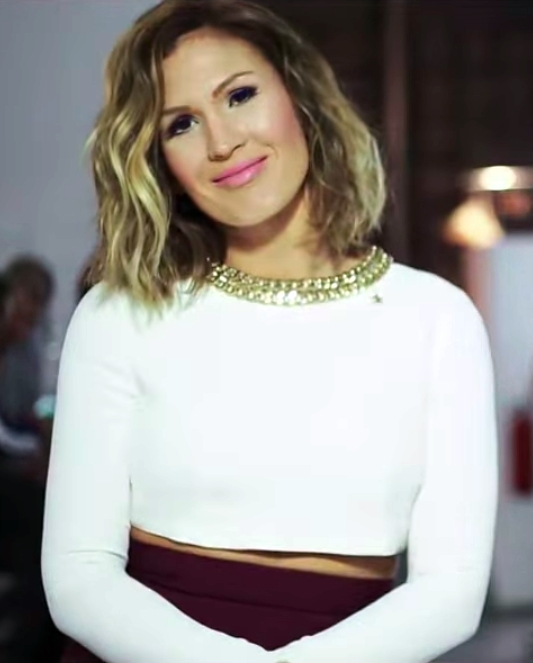
Vitaa
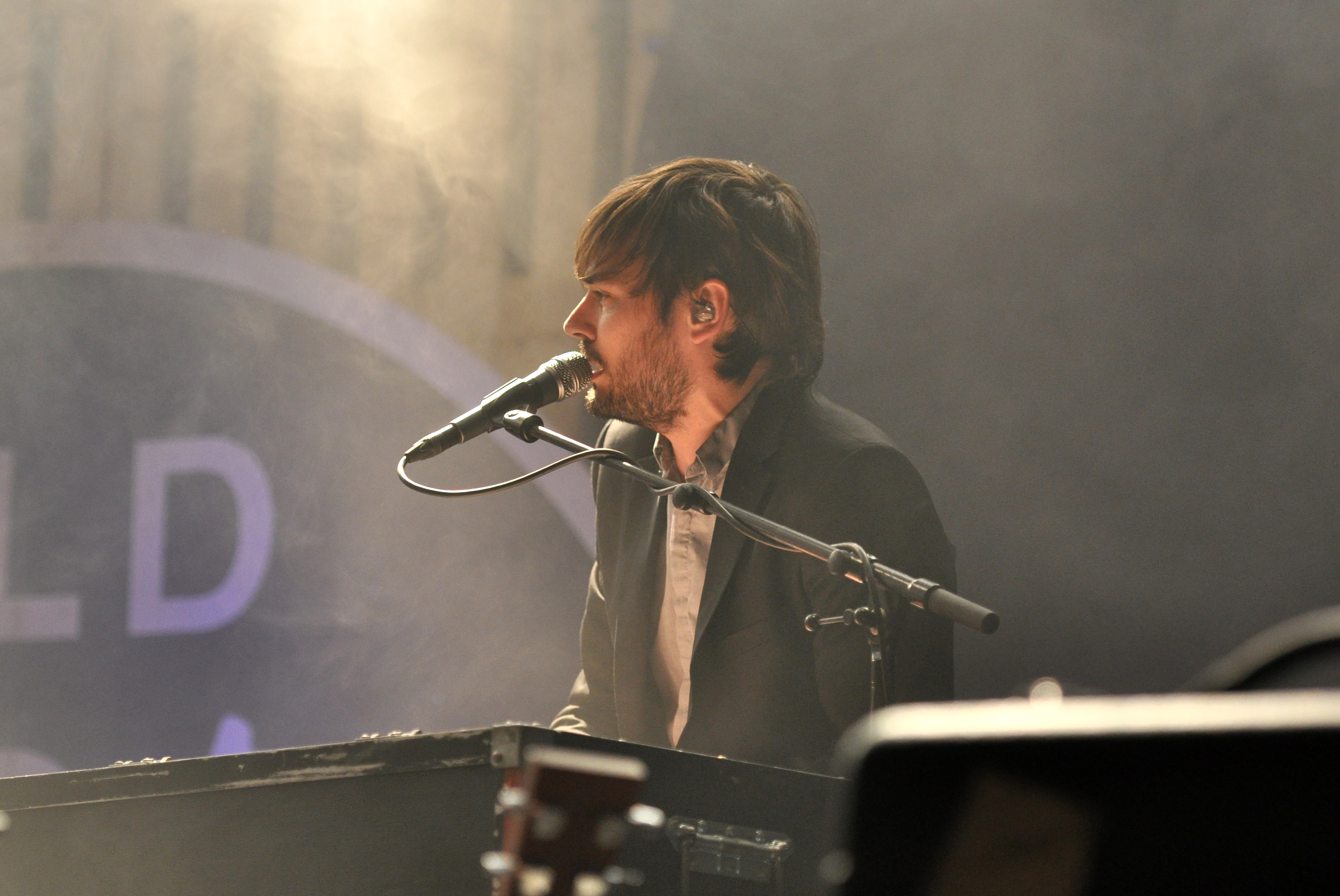
Matthew Irons
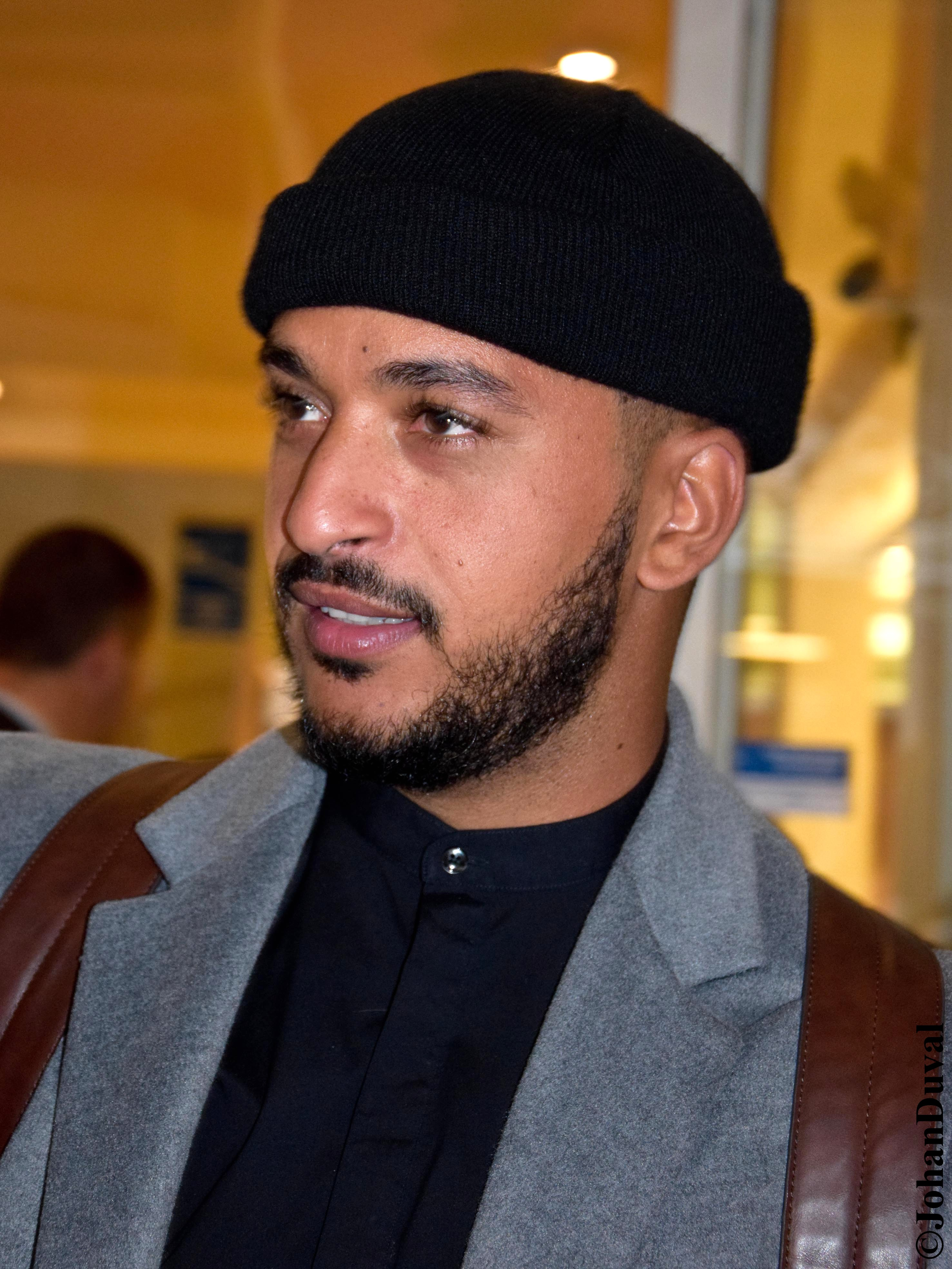
Slimane

### Candidats
Légende :
|                             |    | Matthew    | Vitaa      | Slimane    |
| --------------------------- | -- | ---------- | ---------- | ---------- |
| Finalistes                  | 1  | Anouk      | Mathis     | Océana     |
| Finalistes                  | 2  | Saida      | Lina       | Chiara     |
| Eliminés lors des Sing-Offs | 3  | Alejandro  | Adriano    | Valentin   |
| Eliminés lors des Sing-Offs | 4  | Étyan      | Sienna     | Léa et Noa |
| Eliminés lors des Duels     | 5  | Ilena      | Antoine    | Melina     |
| Eliminés lors des Duels     | 6  | Romane     | Amos       | Chiarissa  |
| Eliminés lors des Duels     | 7  | Victoria   | Samantha   | Juliette   |
| Eliminés lors des Duels     | 8  | Jade       | Alessandro | Nora       |
| Eliminés lors des Duels     | 9  | Léonie     | Héloïse    | Maddaléna  |
| Eliminés lors des Duels     | 10 | Zoé Genard | Camille    | Martin     |
| Eliminés lors des Duels     | 11 | Wiliam     | Élisa      | Ludivine   |
| Eliminés lors des Duels     | 12 | Félix      | Zuzanna    | Emmanuelle |

## Étape 1: Les«Blind auditions»
Les trois coachs, installés dans des fauteuils tournants, écoutent les candidats, dos tournés à la scène. Chacun d'entre eux doit se choisir douze candidats en écoutant seulement leur voix, s'ils sont séduits, ils devront appuyer sur leur "buzz" et c'est là que le fauteuil se retournera découvrant leur élu. Si plusieurs coachs se retournent, ce sera alors au candidat de choisir son coach.
Le public présent pendant les auditions n'a pas le dos tourné à la scène et un orchestre supporte les candidats.  

Légende applicable à toutes les sessions :

### Épisode 1:«Blind auditions»n°1
Diffusion : 7 janvier 2020
| N° | Candidat   | Âge    | Localisation    | Chanson                                         | Choix des coachs et des candidats | Choix des coachs et des candidats | Choix des coachs et des candidats |
| N° | Candidat   | Âge    | Localisation    | Chanson                                         | Matthew                           | Vitaa                             | Slimane                           |
| -- | ---------- | ------ | --------------- | ----------------------------------------------- | --------------------------------- | --------------------------------- | --------------------------------- |
| 1  | Emmanuelle | 10 ans | La Louvière     | Toutes les machines ont un cœur - Maëlle        |                                   |                                   |                                   |
| 2  | Étyan      | 14 ans | Feneur          | Marvin Gaye - Charlie Puth feat. Meghan Trainor |                                   |                                   |                                   |
| 3  | Adriano    | 13 ans | Charleroi       | Le prince Aladin - Black M feat. Kev Adams      | —                                 |                                   | —                                 |
| 4  | Anouk      | 14 ans | Wanze           | Always remember us this way - Lady Gaga         |                                   |                                   |                                   |
| 5  | Livia      | 11 ans | Lambusart       | Encore un soir - Céline Dion                    | —                                 | —                                 | —                                 |
| 6  | Léa et Noa | 11 ans | Wavre           | Les choses simples - Jenifer et Slimane         |                                   | —                                 |                                   |
| 7  | Pauline    | 11 ans | Lasne           | Maman me dit - Angélina                         | —                                 | —                                 | —                                 |
| 8  | Jade       | 14 ans | Braine-l'Alleud | Riptide - Vance Joy                             |                                   |                                   |                                   |
| 9  | Zuzanna    | 13 ans | Genval          | Idontwannabeyouanymore - Billie Eilish          | —                                 |                                   | —                                 |
| 10 | Zoé Genard | 9 ans  | Hévillers       | Jour 1 - Louane                                 |                                   | —                                 | —                                 |
| 11 | Arline     | 14 ans | Verviers        | Si jamais j'oublie - Zaz                        | —                                 | —                                 | —                                 |
| 12 | Félix      | 13 ans | Mohiville       | American idiot - Green Day                      |                                   |                                   |                                   |

### Épisode 2:«Blind auditions»n°2
- Diffusion : 14 janvier 2020

| N° | Candidat     | Âge    | Localisation      | Chanson                                         | Choix des coachs et des candidats | Choix des coachs et des candidats | Choix des coachs et des candidats |
| N° | Candidat     | Âge    | Localisation      | Chanson                                         | Matthew                           | Vitaa                             | Slimane                           |
| -- | ------------ | ------ | ----------------- | ----------------------------------------------- | --------------------------------- | --------------------------------- | --------------------------------- |
| 1  | Sadia        | 13 ans | Ostende           | Faith - Stevie Wonder & Ariana Grande           |                                   |                                   |                                   |
| 2  | Léonie       | 9 ans  | Braine-Le-Château | Boum ! - Charles Trenet                         |                                   | —                                 | —                                 |
| 3  | Marie-Émilie | 10 ans | Genval            | Imagine - John Lennon                           | —                                 | —                                 | —                                 |
| 4  | Martin       | 11 ans | Neupré            | SOS d'un terrien en détresse - Daniel Balavoine | —                                 | —                                 |                                   |
| 5  | Chiara       | 14 ans | Bierges           | Call out my name - The Weeknd                   | —                                 |                                   |                                   |
| 6  | Antoine      | 13 ans | Lasne             | Beautiful people - Ed Sheeran                   | —                                 |                                   | —                                 |
| 7  | Léana        | 13 ans | Tubize            | Changer - Maître Gims                           | —                                 | —                                 | —                                 |
| 8  | William      | 14 ans | Le Coq            | Grenade - Bruno Mars                            |                                   |                                   |                                   |
| 9  | Lina         | 13 ans | Soignies          | Uncover - Zara Larsson                          | —                                 |                                   | —                                 |
| 10 | Romane       | 13 ans | Ottignies         | Believer - Imagine Dragons                      |                                   |                                   | —                                 |
| 11 | Hannah       | 10 ans | Rotheux           | Ça ira - Joyce Jonathan                         | —                                 | —                                 | —                                 |
| 12 | Amos         | 12 ans | Bruxelles         | Carmen - Stromae                                |                                   |                                   |                                   |

### Épisode 3:«Blind auditions»n°3
- Diffusion : 21 janvier 2020

| N° | Candidat | Âge    | Localisation | Chanson                               | Choix des coachs et des candidats | Choix des coachs et des candidats | Choix des coachs et des candidats |
| N° | Candidat | Âge    | Localisation | Chanson                               | Matthew                           | Vitaa                             | Slimane                           |
| -- | -------- | ------ | ------------ | ------------------------------------- | --------------------------------- | --------------------------------- | --------------------------------- |
| 1  | Mathis   | 8 ans  | Grez-Doiceau | Dernière danse - Indila               |                                   |                                   |                                   |
| 2  | Iléna    | 12 ans | Morlanwelz   | Roar - Katy Perry                     |                                   | —                                 | —                                 |
| 3  | Camille  | 10 ans | Liège        | La vie en rose - Édith Piaf           |                                   |                                   |                                   |
| 4  | Mélina   | 14 ans | Marcq        | Moi aimer toi - Vianney               | —                                 | —                                 |                                   |
| 5  | Morgane  | 12 ans | Bruxelles    | Si t'étais là - Louane                | —                                 | —                                 | —                                 |
| 6  | Élisa    | 13 ans | Bruxelles    | Chandelier - Sia                      |                                   |                                   |                                   |
| 7  | Valentin | 12 ans | Herstal      | Le chant des sirènes - Fréro Delavega | —                                 | —                                 |                                   |
| 8  | Marylou  | 14 ans | Liège        | Creep - Radiohead                     | —                                 | —                                 | —                                 |
| 9  | Nora     | 14 ans | Liège        | All I ask - Adele                     |                                   |                                   |                                   |
| 10 | Héloïse  | 10 ans | Saint-Amand  | Octobre - Francis Cabrel              |                                   |                                   |                                   |
| 11 | Loréna   | 10 ans | Bruxelles    | Le sens de la vie - Tal               | —                                 | —                                 | —                                 |
| 12 | Juliette | 14 ans | Limal        | Lovely - Billie Eilish feat. Khalid   |                                   |                                   |                                   |

### Épisode 4:«Blind auditions»n° 4
- Diffusion : 28 janvier 2020

| N° | Candidat   | Âge    | Localisation | Chanson                                                 | Choix des coachs et des candidats | Choix des coachs et des candidats | Choix des coachs et des candidats |
| N° | Candidat   | Âge    | Localisation | Chanson                                                 | Matthew                           | Vitaa                             | Slimane                           |
| -- | ---------- | ------ | ------------ | ------------------------------------------------------- | --------------------------------- | --------------------------------- | --------------------------------- |
| 1  | Océana     | 11 ans | Quaregnon    | Vivre pour le meilleur - Johnny Hallyday                |                                   |                                   |                                   |
| 2  | Margaux    | 13 ans | Arlon        | Born to die - Lana Del Rey                              | —                                 | —                                 | —                                 |
| 3  | Maddaléna  | 9 ans  | Roux         | La Seine - - M - et Vanessa Paradis                     | —                                 | —                                 |                                   |
| 4  | Samantha   | 14 ans | Baisy-Thy    | Skinny love - Birdy                                     | —                                 |                                   | —                                 |
| 5  | Victoria   | 13 ans | Alleur       | Life is worth living - Justin Bieber                    |                                   | —                                 |                                   |
| 6  | Ludivine   | 11 ans | Ath          | Laissez-les kouma - Zaho feat. MHD                      | —                                 | —                                 |                                   |
| 7  | Arthur     | 12 ans | Bruxelles    | Je m'en vais - Vianney                                  | —                                 | —                                 | —                                 |
| 8  | Sienna     | 14 ans | Bruxelles    | Nothing breaks like a heart - Mark Ronson & Miley Cyrus | —                                 |                                   | —                                 |
| 9  | Chiarissa  | 13 ans | La Louvière  | Mon vieux - Daniel Guichard                             |                                   | —                                 |                                   |
| 10 | Alejandro  | 12 ans | Herstal      | Destin - Céline Dion                                    |                                   | —                                 | Equipe complète                   |
| 11 | Naomi      | 11 ans | Zaventem     | Roses - The Chainsmokers feat. ROZES                    | Equipe complète                   | —                                 | Equipe complète                   |
| 12 | Alessandro | 12 ans | Maurage      | 7 rings - Ariana Grande                                 | Equipe complète                   |                                   | Equipe complète                   |

### Bilans
| Coach         | Nombre de buzz | Nombre de talents | Nombre de fois où le coach s'est retourné seul | Nombre de fois où le coach a été choisi | Nombre de fois où le coach a été refusé |
| ------------- | -------------- | ----------------- | ---------------------------------------------- | --------------------------------------- | --------------------------------------- |
| Matthew Irons | 23             | 12                | 8                                              | 4                                       | 11                                      |
| Vitaa         | 24             | 12                | 5                                              | 7                                       | 12                                      |
| Slimane       | 24             | 12                | 7                                              | 5                                       | 12                                      |

## Étape n°2: LesBattles et Sing-Offs
Au sein de leurs équipes, les coachs ont créé des trios de candidats, selon les registres vocaux de leurs poulains, pour chanter une chanson. À chaque prestation de trio, l'un des trois est qualifié pour l'étape suivante : les sing-offs. Les deux autres candidats sont éliminés du concours.
Lors des sing-offs, les quatre candidats doivent réinterpréter leur chanson des blinds. Le coach choisira deux talents qui accéderont à la grande finale.

Légende applicable à toutes les sessions de Battles :

### Épisode 5: Battles et Sing-Offs n°1: TeamSlimane
- Diffusion : 4 février 2020

#### Battles
| Ordre | Candidat 1 | Candidat 2 | Candidat 3 | Chanson                                 |
| ----- | ---------- | ---------- | ---------- | --------------------------------------- |
| 1     | Valentin   | Emmanuelle | Ludivine   | Cosmo - Soprano                         |
| 2     | Océana     | Martin     | Maddaléna  | Je vole - Michel Sardou version Louane  |
| 3     | Chiara     | Nora       | Juliette   | Hurt - Christina Aguilera               |
| 4     | Léa et Noa | Chiarissa  | Melina     | Zombie - The Cranberries version Sara'h |

##### Sing-Offs
| Ordre | Talent     | Chanson                                  | Résultat  |
| ----- | ---------- | ---------------------------------------- | --------- |
| 1     | Valentin   | Le chant des sirènes - Fréro Delavega    | Éliminé   |
| 2     | Océana     | Vivre pour le meilleur - Johnny Hallyday | Sauvée    |
| 3     | Chiaria    | Call out my name - The Weeknd            | Sauvée    |
| 4     | Léa et Noa | Les choses simples - Jenifer & Slimane   | Eliminées |

Sont donc qualifiées pour la finale : Océana et Chiaria.

### Épisode 6: Battles et Sing-Offs n°2: TeamMatthew Irons
- Diffusion : 11 février 2020

#### Battles
| Ordre | Candidat 1 | Candidat 2 | Candidat 3 | Chanson                                       |
| ----- | ---------- | ---------- | ---------- | --------------------------------------------- |
| 1     | Étyan      | Félix      | Wiliam     | I don't care - Ed Sheeran feat. Justin Bieber |
| 2     | Alejandro  | Zoé Genard | Léonie     | Les Champs-Élysées - Joe Dassin version Zaz   |
| 3     | Sadia      | Jade       | Victoria   | Bad guy - Billie Eilish                       |
| 4     | Anouk      | Romane     | Ilena      | Someone You Loved - Lewis Capaldi             |

##### Sing-Offs
| Ordre | Talent    | Chanson                                         | Résultat |
| ----- | --------- | ----------------------------------------------- | -------- |
| 1     | Étyan     | Marvin Gaye - Charlie Puth feat. Meghan Trainor | Éliminé  |
| 2     | Alejandro | Destin - Céline Dion                            | Éliminé  |
| 3     | Sadia     | Faith - Stevie Wonder & Ariana Grande           | Sauvée   |
| 4     | Anouk     | Always remember us this way - Lady Gaga         | Sauvée   |

Sont donc qualifiées pour la finale : Sadia et Anouk.

### Épisode 7: Battles et Sing-Offs n°3: TeamVitaa
- Diffusion : 18 février 2020

#### Battles
| Ordre | Candidat 1 | Candidat 2 | Candidat 3 | Chanson                                                             |
| ----- | ---------- | ---------- | ---------- | ------------------------------------------------------------------- |
| 1     | Mathis     | Zuzanna    | Élisa      | Tous les mêmes - Stromae                                            |
| 2     | Lina       | Camille    | Héloïse    | J'ai demandé à la lune - Indochine                                  |
| 3     | Sienna     | Alessandro | Samantha   | Je veux - Zaz                                                       |
| 4     | Adriano    | Amos       | Antoine    | La même - Maître Gims et Vianney/ N**** les clones, Pt. II - Nekfeu |

##### Sing-Offs
| Ordre | Talent  | Chanson                                                 | Résultat |
| ----- | ------- | ------------------------------------------------------- | -------- |
| 1     | Mathis  | Dernière danse - Indila                                 | Sauvé    |
| 2     | Lina    | Uncover - Zara Larsson                                  | Sauvée   |
| 3     | Sienna  | Nothing breaks like a heart - Mark Ronson & Miley Cyrus | Éliminée |
| 4     | Adriano | Le prince Aladin - Black M feat. Kev Adams              | Éliminé  |

Sont donc qualifiées pour la finale : Mathis et Lina.

### Bilan des équipes pour la finale
| Ordre | Matthew Irons | Vitaa  | Slimane |
| ----- | ------------- | ------ | ------- |
| 1     | Sadia         | Lina   | Océana  |
| 2     | Anouk         | Mathis | Chiara  |

## Étape n°3: LaFinale
La finale de l'émission n'est pas en direct. Le gagnant est désigné par les spectateurs présents dans le studio. Ces derniers sont neutres et n'ont aucun lien avec les finalistes et les coachs. 
- Enregistré le : 26 janvier 2020

- Diffusion : 25 février 2020

| Ordre                                                                  | Talent | Team | Chanson | Résultat |
| ---------------------------------------------------------------------- | --- | --- | --- | --- |
| 1                                                                      | Vitaa, Slimane, Matthew Irons, Lina, Mathis, Anouk Klein, Sadia, Chiara, Océana Siciliano & Dadju : J'irai où tu iras - Céline Dion & Jean-Jacques Goldman | Vitaa, Slimane, Matthew Irons, Lina, Mathis, Anouk Klein, Sadia, Chiara, Océana Siciliano & Dadju : J'irai où tu iras - Céline Dion & Jean-Jacques Goldman | Vitaa, Slimane, Matthew Irons, Lina, Mathis, Anouk Klein, Sadia, Chiara, Océana Siciliano & Dadju : J'irai où tu iras - Céline Dion & Jean-Jacques Goldman | Vitaa, Slimane, Matthew Irons, Lina, Mathis, Anouk Klein, Sadia, Chiara, Océana Siciliano & Dadju : J'irai où tu iras - Céline Dion & Jean-Jacques Goldman |
| 2                                                                      | Lina, Mathis et Vitaa | Lina, Mathis et Vitaa | Je l'aime à mourir - Francis Cabrel | — |
| 3                                                                      | Lina | Vitaa | Bohemian rhapsody - Queen version The Braids | Éliminée |
| 4                                                                      | Mathis | Vitaa | Laissez-moi danser - Dalida | Sauvé par le coach |
| 5                                                                      | Ma vie - Dadju | Ma vie - Dadju | Ma vie - Dadju | Ma vie - Dadju |
| 6                                                                      | Anouk, Sadia et Matthew Irons | Anouk, Sadia et Matthew Irons | Love me again - John Newman | — |
| 7                                                                      | Sadia | Matthew Irons | (You make me feel like) A natural woman - Aretha Franklin                                                                                                  | Éliminée |
| 8                                                                      | Anouk | Matthew Irons | Comme toi - Jean-Jacques Goldman | Sauvée par le coach |
| 9                                                                      | Casting - Christophe Maé | Casting - Christophe Maé | Casting - Christophe Maé | Casting - Christophe Maé |
| 10                                                                     | Océana, Chiara et Slimane | Océana, Chiara et Slimane | Mashup de If I were a boy et Halo - Beyoncé | — |
| 11                                                                     | Chiara | Slimane | God Is a Woman - Ariana Grande | Éliminée |
| 12                                                                     | Océana | Slimane | Balance ton quoi - Angèle | Sauvée par le coach |
| Prestation des finalistes                                              | | | | |
| 13                                                                     | Mathis | Vitaa | Roule - Soprano | Troisième |
| 14                                                                     | Anouk | Matthew Irons | Listen - Beyoncé | Deuxième |
| 15                                                                     | Océana | Slimane | Je suis malade - Serge Lama version Lara Fabian | Gagnante |
| Lancement des votes + magnéto récapitulatif + Fin définitive des votes | | | | |
| 16                                                                     | Avant toi - Slimane & Vitaa | Avant toi - Slimane & Vitaa | Avant toi - Slimane & Vitaa | Avant toi - Slimane & Vitaa |

## Audiences
| Type            | Date de diffusion | Audiences veille          | Audiences veille | Audiences veille                      | Audiences à J+7           | Audiences à J+7 | Audiences à J+7                       | Réf.   |
| Type            | Date de diffusion | Nombre de téléspectateurs | Parts de marché  | Classement des audiences de la soirée | Nombre de téléspectateurs | Parts de marché | Classement des audiences de la soirée | Réf.   |
| --------------- | ----------------- | ------------------------- | ---------------- | ------------------------------------- | ------------------------- | --------------- | ------------------------------------- | ------ |
| Blind Auditions | 7 janvier 2020    | 405 706                   | 27,4 %           | 1er                                   | 454 358                   | 27,6 %          | 1er                                   | ,      |
| Blind Auditions | 14 janvier 2020   | 437 918                   |                  | 1er                                   | 482 574                   | 29 %            | 1er                                   | ,      |
| Blind Auditions | 21 janvier 2020   | 423 507                   |                  | 1er                                   | 472 322                   | 27,7 %          | 1er                                   | ,      |
| Blind Auditions | 28 janvier 2020   | 383 459                   |                  | 1er                                   | 468 801                   | 26,8 %          | 1er                                   | ,      |
| Battles         | 4 février 2020    | 440 354                   |                  | 1er                                   | 519 947                   | 30,8 %          | 1er                                   | ,      |
| Battles         | 11 février 2020   | 421 060                   |                  | 1er                                   | 484 458                   | 27,3 %          | 1er                                   | ,      |
| Battles         | 18 février 2020   | 404 881                   |                  | 1er                                   | 448 175                   | 25,9 %          | 1er                                   | ,      |
| Finale          | 25 février 2020   | 440 395                   | 30,8 %           | 1er                                   | 496 621                   | 30,4 %          | 1er                                   | ,      |
| Moyenne         | Moyenne           | 420 096                   | 28,2 %           |                                       | 478 407                   | 28,2 %          |                                       | [ 16 ] |

Evolution de l'audience par épisode (par nombre de téléspectateurs - audience veille)
Évolution des audiences au fil des épisodes (en part de marché à J+7) 